# Tieste-Uragnoux
Tieste-Uragnoux è un comune francese di 131 abitanti situato nel dipartimento del Gers nella regione dell'Occitania.

## Società

### Evoluzione demografica
Abitanti censiti